# گریگوری کریس
گریگوری کریس (اوکراینی: Григорій Якович Крісс؛ زادهٔ ۲۴ دسامبر ۱۹۴۰) شمشیرباز اهل اتحاد جماهیر شوروی سوسیالیستی بود.
وی در مسابقات کشوری و بین‌المللی در مجموع برندهٔ ۴ مدال طلا، ۵ مدال نقره، ۲ مدال برنز شده‌است.